# Florida State Seminoles
Florida State Seminoles (español: Seminolas de la Estatal de la Florida) es la denominación que reciben los equipos deportivos de la Universidad Estatal de Florida en Tallahassee, Florida. Los 26 equipos de los Seminoles participan en las competiciones universitarias de la NCAA, y forman parte de la Atlantic Coast Conference.
El programa de béisbol es uno de los más espectaculares del país, logrando a lo largo de su historia 18 College World Series. Históricamente, es la segunda mejor universidad en este deporte.
Florida State posee tres títulos nacionales de fútbol americano, en 1993, 1999 y 2013, además de 18 títulos de conferencia y seis de división. Además, ha ganado 25 bowls de 41 disputados, entre ellos el BCS National Championship Game en la temporada 2013, cuatro Sugar Bowl en 1988, 1994, 1997 y 1999, cuatro Orange Bowl en 1992, 1993, 1995 y 2012, el Cotton Bowl en 1991, dos Peach Bowl y seis Gator Bowl.
En 1972, el conjunto de baloncesto de Florida State llegó a la final del torneo de la NCAA, perdiendo ante UCLA Bruins.
Notables alumnos de esta universidad han sido Sam Cassell, Charlie Ward y Dave Cowens.

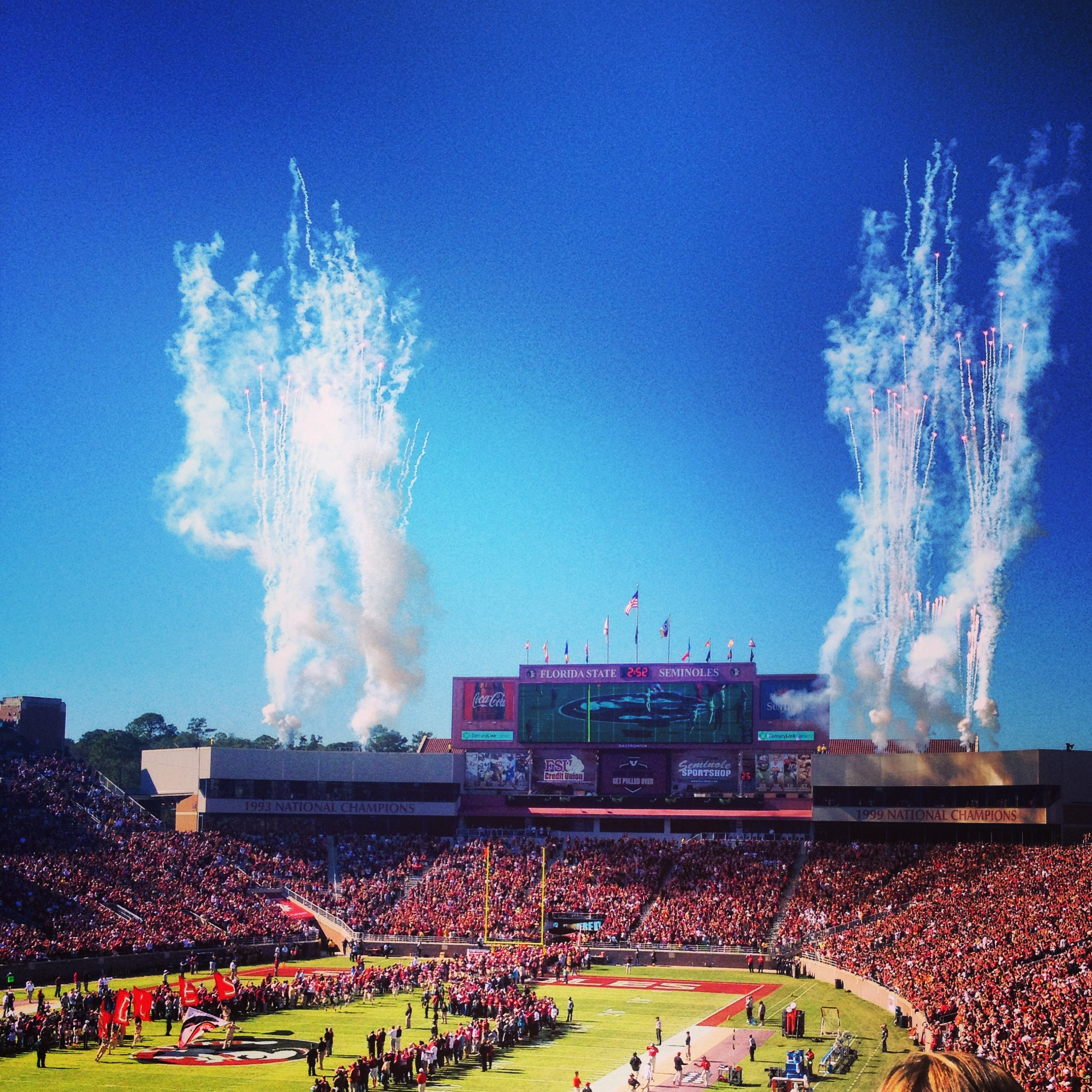
Doak Campbell Stadium - FSU

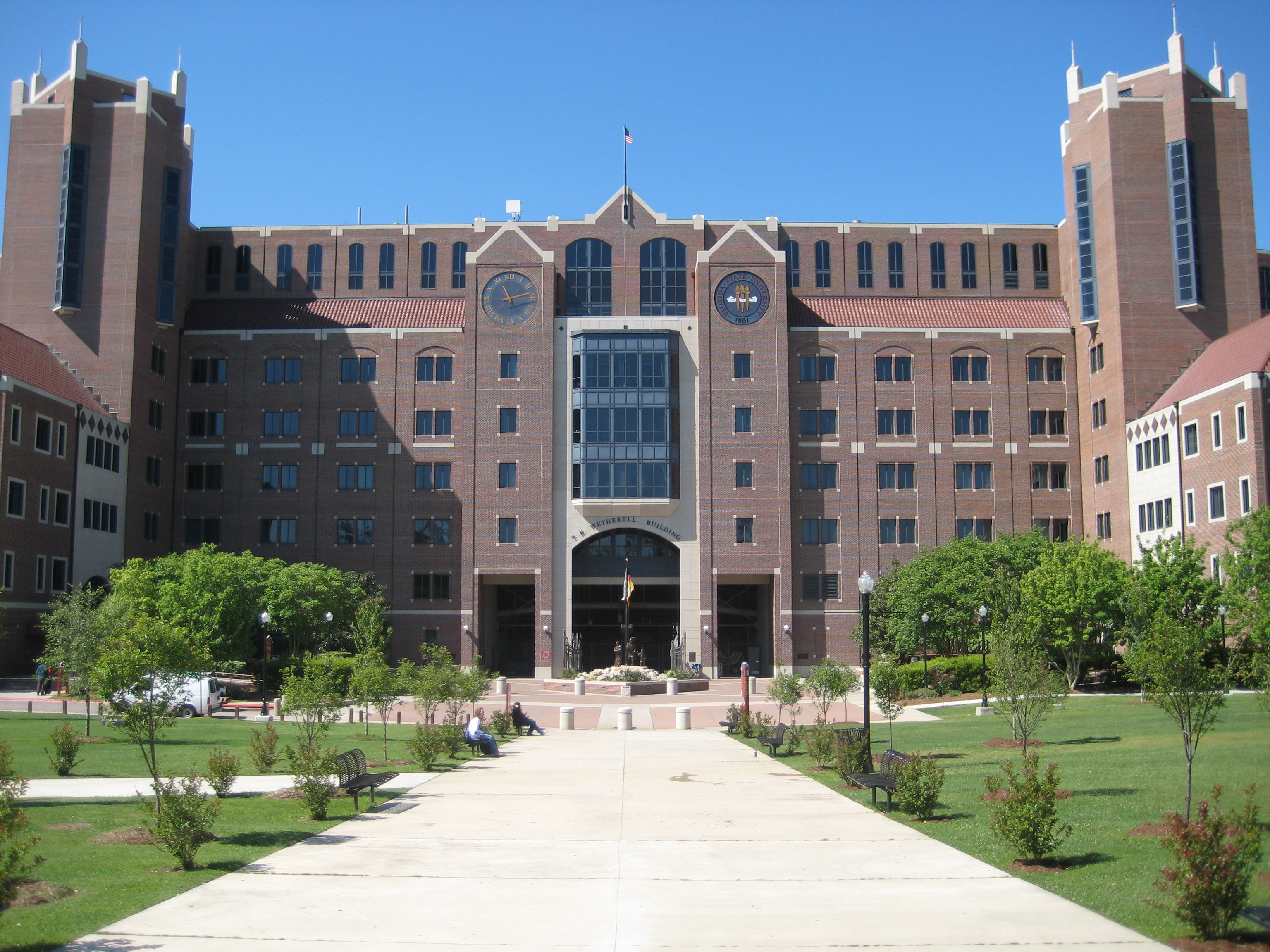
Entrada de Doak Campbell Stadium

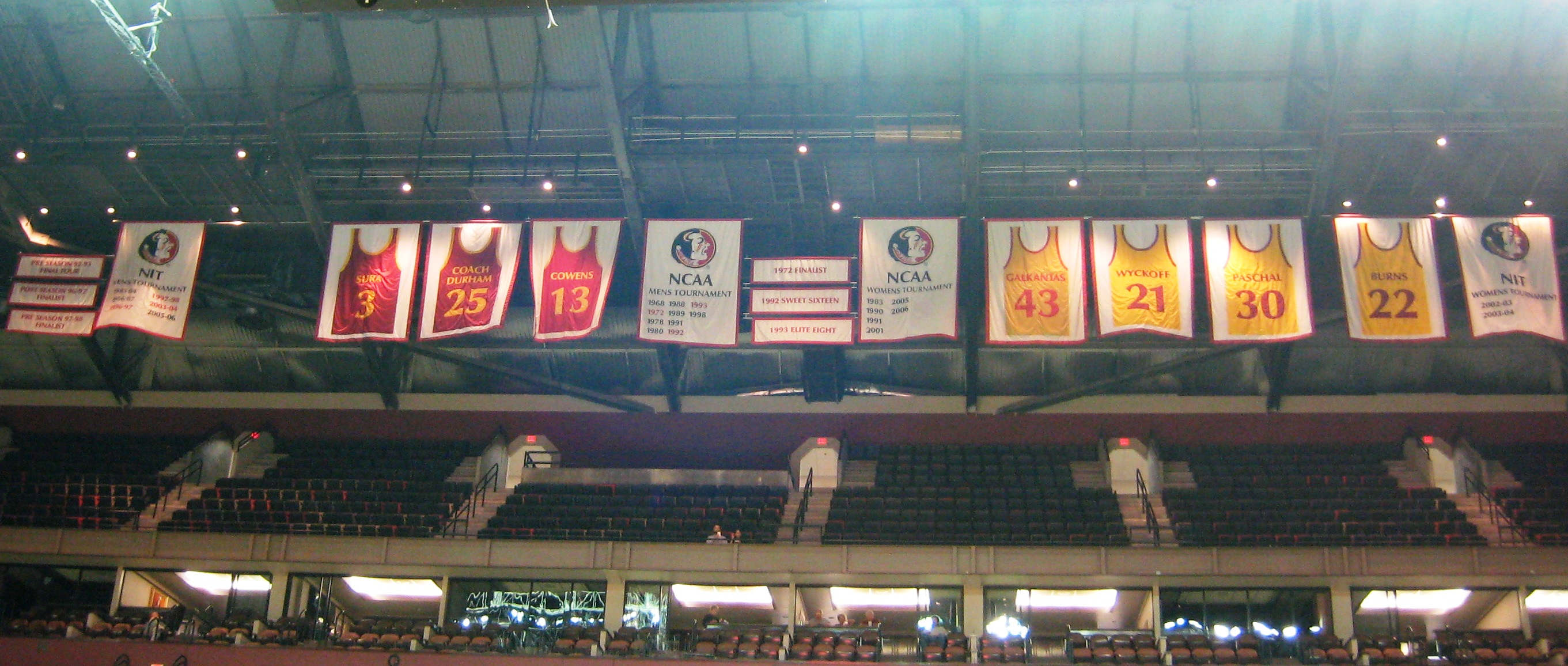
Donald L. Tucker Center

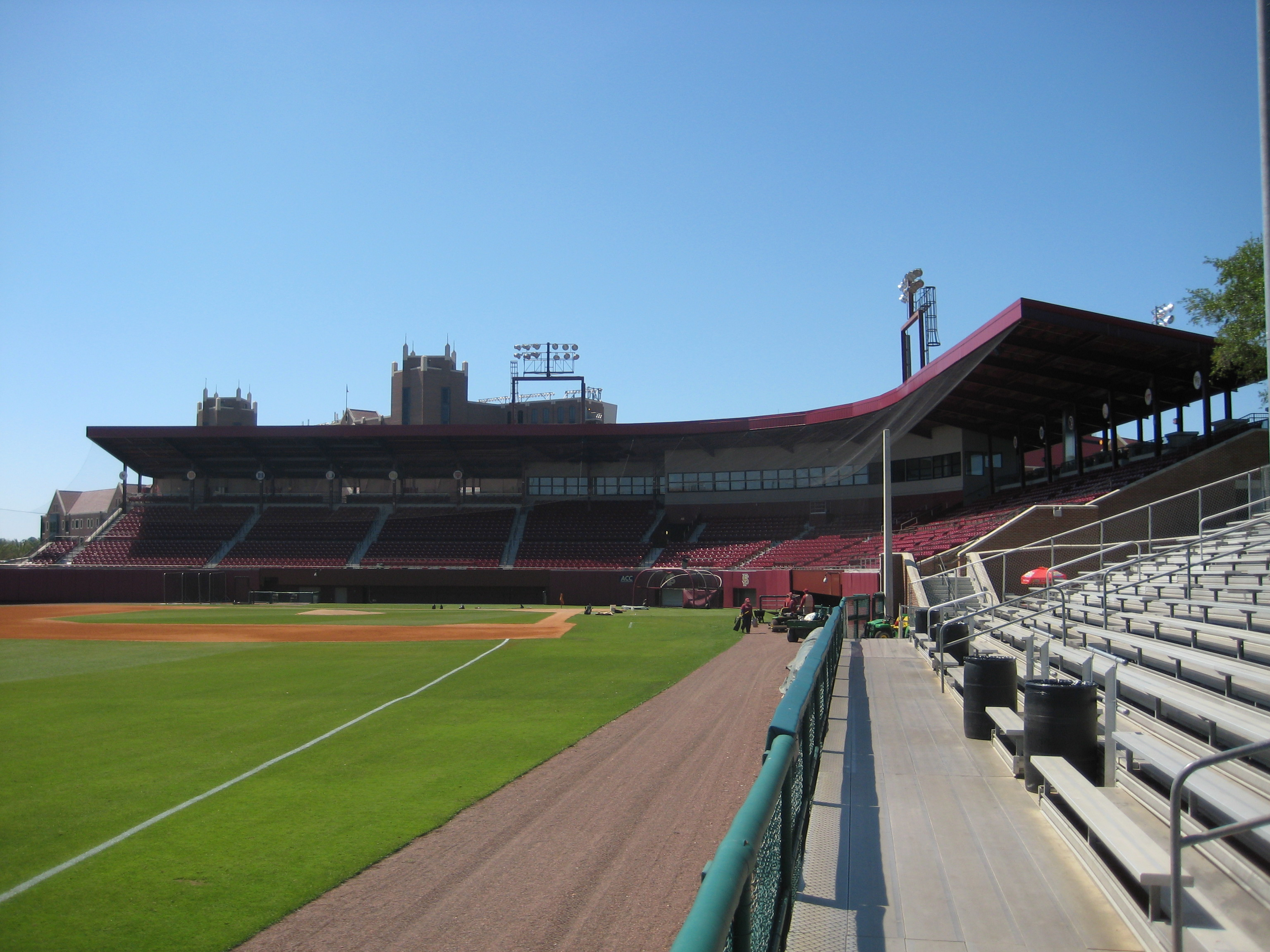

## Equipos
Los Seminoles tienen los siguientes equipos oficiales:
| - Masculino - Atletismo - Atletismo en pista cubierta - Baloncesto - Béisbol - Cross - Fútbol americano - Golf - Natación y saltos - Tenis | - Femenino - Atletismo - Atletismo en pista cubierta - Baloncesto - Cross - Fútbol - Golf - Natación y saltos - Softball - Tenis - Voleibol - Voleibol de playa |

## Palmarés
Campeonatos nacionales:
- Fútbol americano : 1993, 1999, 2013
- Atletismo masculino (outdoor) : 2006, 2008
- Gimnasia masculino : 1951, 1952
- Voleibol masculino : 1955, 1957, 1958
- Atletismo femenino (indoor) : 1984
- Atletismo femenino (outdoor) : 1985
- Fútbol femenino : 2014
- Animación femenino : 1997
- Golf femenino : 1981 (AIAW)
- Softball : 1981, 1982 (AIAW)